# Kamieniec (gmina w województwie katowickim)

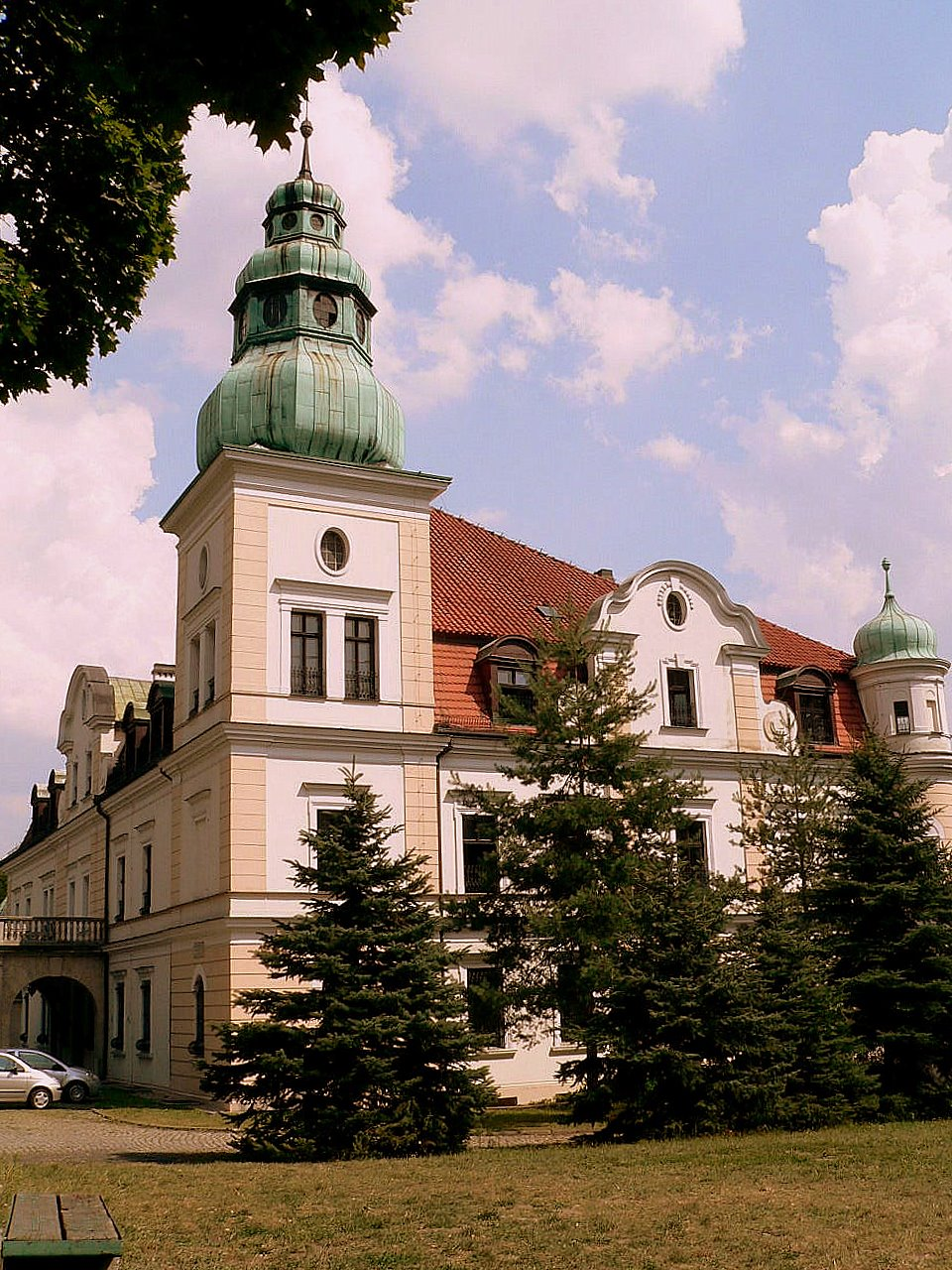
Pałac w Kamieńcu

Kamieniec – dawna gmina wiejska istniejąca w latach 1945–1954 i 1973–1977 w woj. śląskim (śląsko-dąbrowskim), tzw. dużym katowickim (czasowo nazwanym stalinogrodzkim), tzw. małym katowickim (obecnie teren woj. śląskie). Siedzibą władz gminy był Kamieniec.
Gmina zbiorowa Kamieniec powstała po II wojnie światowej (w grudniu 1945) w powiecie gliwickim na terenie tzw. Ziem Odzyskanych (tzw. I okręg administracyjny – Śląsk Opolski), powierzonym 18 marca 1945 administracji wojewody śląskiego, a z dniem 28 czerwca 1946 przyłączonym do woj. śląskiego (śląsko-dąbrowskiego).
Według stanu z 1 stycznia 1946 gmina składała się z 10 gromad: Kamieniec, Bezchlebie, Boniowice, Czekanów, Karchowice, Lubek, Świętoszowice, Szałsza, Zawada i Ziemięcice. 6 lipca 1950 zmieniono nazwę woj. śląskiego na katowickie, a 9 marca 1953 kolejno na stalinogrodzkie. Według stanu z 1 lipca 1952 gmina składała się z 10 gromad: Boniowice, Czekanów, Kamieniec, Karchowice, Lubek, Przezchlebie, Szałsza, Świętoszowice, Zawada i Ziemięcice. Gmina została zniesiona 29 września 1954 wraz z reformą wprowadzającą gromady w miejsce gmin.
Jednostkę reaktywowano 1 stycznia 1973 w tymże powiecie i województwie w składzie: Boniowice, Czekanów-Szałsza, Jasiona, Jaśkowice, Kamieniec, Karchowice, Kopienica, Księży Las, Łubie, Łubki, Przezchlebie, Świętoszowice, Zawada i Ziemięcice.
1 czerwca 1975 gmina weszła w skład nowo utworzonego (mniejszego) woj. katowickiego.
1 lutego 1977 gmina została zniesiona przez połączenie z dotychczasową gminą Zbrosławice w nową gminę Zbrosławice.